# Fuzhou Airlines
Fuzhou Airlines est une compagnie aérienne basée à l'Aéroport International Fuzhou Changle, Fuzhou, province du Fujian en Chine.

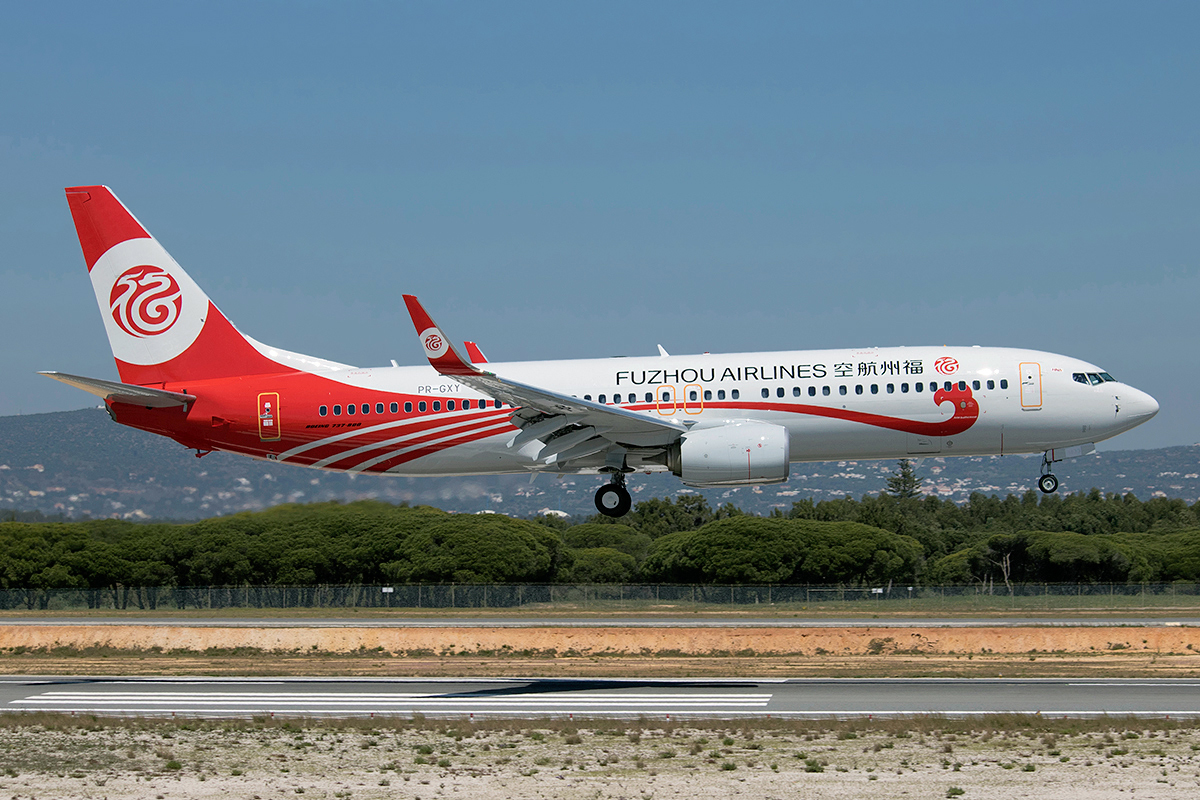
Un Boeing 737-800 lors de sa livraison à la compagnie Fuzhou Airlines

Il s'agit d'une filiale de Hainan Airlines.

## Histoire
La compagnie aérienne a été créée comme filiale commune de HNA Group et du gouvernement municipal de Fuzhou. Dans le cadre de l'opération initiale, le personnel professionnel de Fuzhou Airlines (y compris les pilotes, MRO, le personnel et les membres d'équipage de cabine) a été fourni par la société mère Hainan Airlines,.
Le 17 octobre 2014, la compagnie obtient son Certificat de transporteur aérien (AOC) de l'Administration de l'Aviation civile de Chine (CAAC). Ce certificat est nécessaire pour permettre son lancement plus tard dans le mois. Les vols ont commencé le 30 octobre 2014. Le vol inaugural desservit la région de Fuzhou–Beijing.

## Propriété
En octobre 2014, Fuzhou Airlines a un capital social de deux milliards de Yuan (33 millions de dollars). Le principal actionnaire de la société est le Groupe HNA (1.2 milliard de Yuan, soit 60 % du capital), le reste étant partagé entre le Fuzhou State-owned Investment Holding avec 20 % des actions et le Century Golden Resources Group ainsi que le Ningbo Ruitong Network Technology Co. possédant 10 % des actions chacun.

## Destinations
Avant le lancement des services, la compagnie aérienne a déclaré qu'elle avait été agrée initialement à voler vers sept destinations nationales de Fuzhou : Chongqing, Kunming, Haikou, Hefei, Taiyuan, Tianjin et Xi'an. Tous ces trajets, ainsi qu'un autre à destination de l'aéroport de Shanghai-Pudong, ont commencé le 30 octobre 2014, une fois l'inauguration faite[réf. souhaitée].

## La flotte

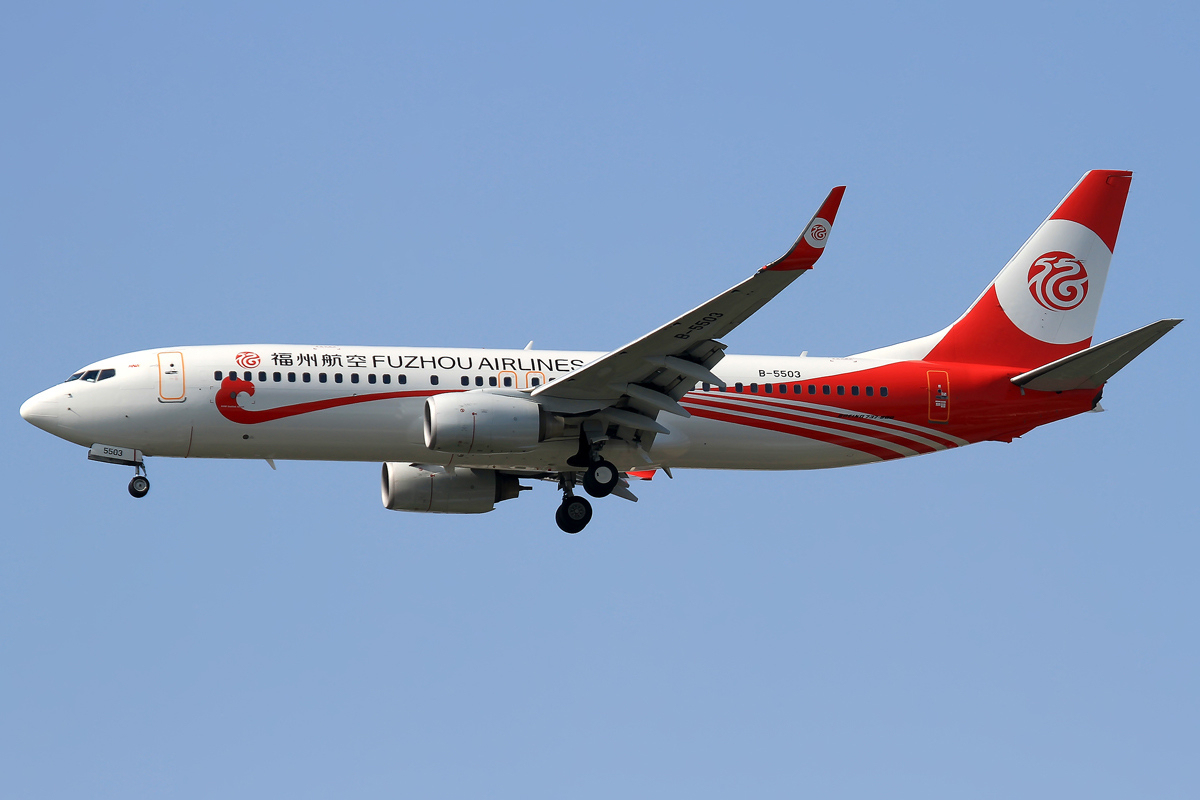
Fuzhou Airlines Boeing 737-800 à l'Aéroport International de Shanghai Pudong

La flotte de Fuzhou Airlines se compose de : (au mois d'octobre 2020)
La société reçoit son premier avion, un Boeing 737-800 de Hainan Airlines qui a été repeint en rouge et dont la livrée a été refaite, au début du mois d'octobre 2014. Fuzhou Airlines a commencé ses opérations avec une flotte de deux de ces appareils à l'aide d'une disposition des sièges en mesure d'accueillir 8 passagers en classe affaires et 156 en classe économique. Il est prévu d'étendre le nombre d'avions à 40 d'ici à 2020[réf. nécessaire].